# Hermann II. von Winzenburg

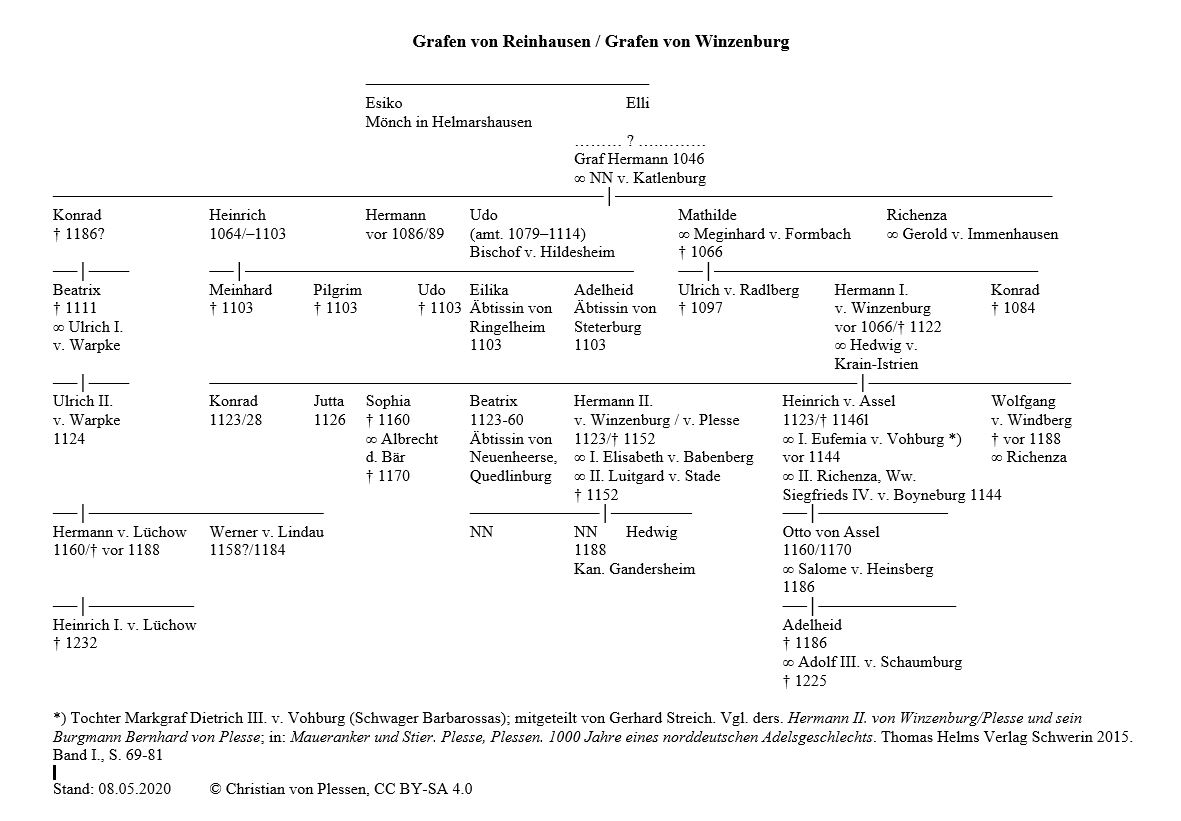
Stammtafel: Grafen von Reinhausen/Winzenburg

Hermann II. von Winzenburg (* in Winzenburg; † 29. Januar 1152) war ein Sohn von Hermann I. von Winzenburg und Hedwig von Assel-Woltingerode. Er folgte seinem Vater als Graf von Winzenburg, ohne jedoch dessen beherrschende Stellung zu haben. Er war jahrelang im engsten Gefolge von Erzbischof Adalbert I. von Mainz.

## Leben
1122 mit dem Tod des Bruders seiner Großmutter Mathilde, des Grafen Hermann III. von Reinhausen, wurde sein Vater, bzw. später Hermann II. von Winzenburg der Rechtsnachfolger der Grafen von Reinhausen, im Leinegaugrafenamt und der Vogtei über das Kloster Reinhausen. Nach der Acht seines Vaters, des Entzugs sämtlicher Lehen, hielt sich Hermann II. im Rheinland, wahrscheinlich in Mainz auf. Von 1138 an suchten und gewannen die Winzenburger die Gunst Konrads III., der sie als Gegengewicht gegen die Welfen nutzte. Als Paderbornsches Lehen erhielt er die Burg Plesse, nannte sich auch von Plesse.

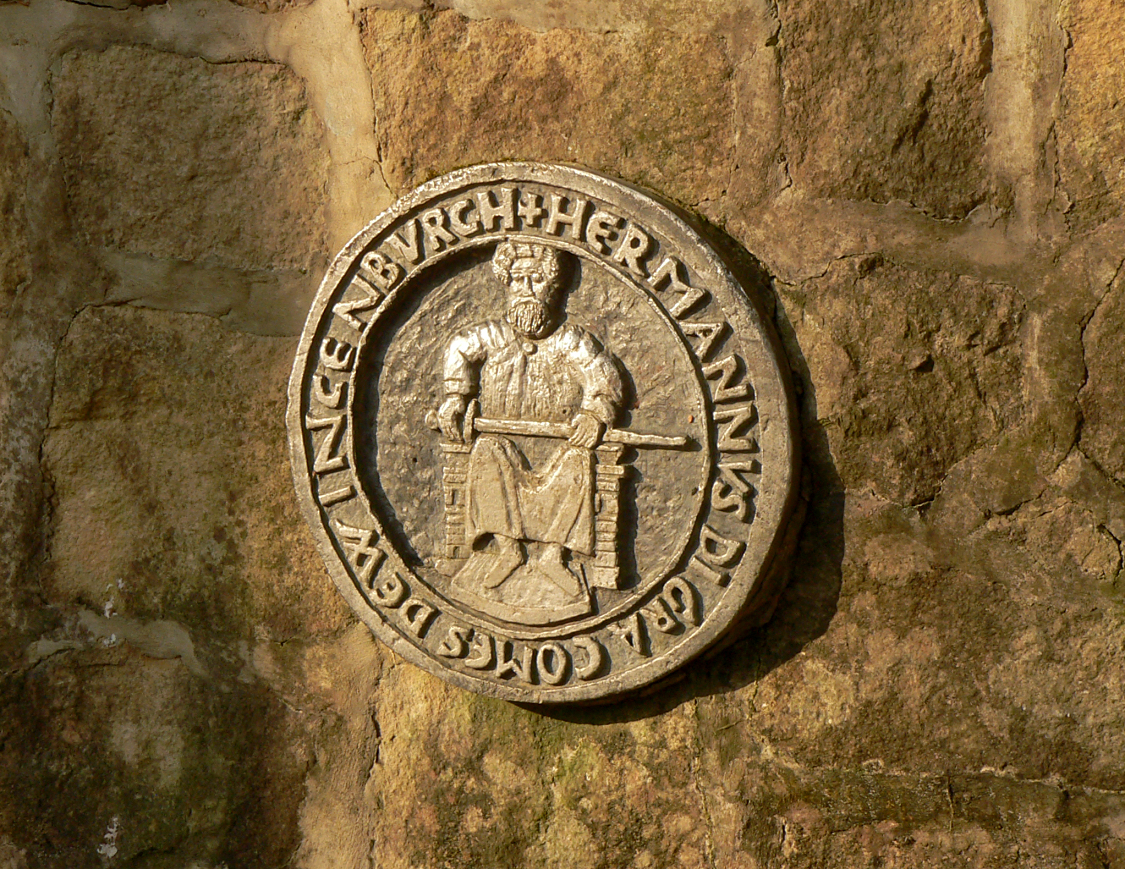
Das Siegel von Hermann II. von Winzenburg, angebracht als Plakette an der Apenteichquelle unterhalb der Winzenburg

Hermann war mainzischer Vasall, Gegner der Welfen und Northeimer im Erbfolgekrieg, bekriegte beide, söhnte sich 1140 mit letzteren aus, und bahnte damit den Erbanfall von 1144 an, in dem die Winzenburger das Erbe der Bomeneburger bzw. Boyneburger antraten. Bald nachdem Siegfried IV. am 27. April 1144 gestorben war, vermählte sich Hermanns jüngerer Bruder Heinrich von Assel mit Siegfrieds Witwe Richenza und erhielt dadurch einen Teil der Erbgüter. Den weitaus größten Teil des Nachlasses, einschließlich der Homburg, erwarb aber Hermann, der über große Mittel verfügte, käuflich von Siegfrieds Erben. Auch die umfangreichen Lehen des Boyneburgers brachten die beiden Brüder in ihre Hand. König Konrad übertrug ihnen noch im gleichen Jahr die Grafschafts- und Vogteirechte, die Siegfried vom Reich zu Lehen besessen hatte, um dadurch die Winzenburger fester an die Krone zu binden. Ebenso konnten diese sich auch die Lehen sichern, die Siegfried vom Erzstift Mainz und anderen Kirchen innegehabt hatte. Wie wichtig ihnen vor allem die Mainzer Lehen waren, ergibt sich daraus, dass sie dem Erzbistum dafür ihr Hauskloster Reinhausen und das Kloster Northeim, das sie erworben hatten, abtraten. Hatte Konrad III. in der Frage der Stader Erbschaft nachgeben müssen, so konnte er die Regelung der territorialen Verhältnisse im südlichen Sachsen nach dem Aussterben der Boyneburger als einen Erfolg verbuchen. Die Winzenburger bildeten hier fortan ein starkes Gegengewicht gegen die Welfen.
Hermann schloss sich eng an Konrad III. an und wurde dessen Schwager. Er galt seitdem als Reichsfürst, tauchte stets im engsten königlichen Gefolge auf, und war Zeuge in vielen königlichen Urkunden. Er stritt ständig mit den Bischöfen von Halberstadt und den Äbten von Corvey wegen vorenthaltener Lehen und wurde auf eigenen Druck am 8. Mai 1150 wieder mit der hildesheimischen Lehensburg Winzenburg belehnt. Der winzenburger Herrschaftsbereich erstreckte sich nun von der mittleren Leine bis nach Nordhessen und ins Eichsfeld.
In der Nacht des 29. Januar 1152 brachen Ministerialen der Hildesheimer Kirche, bei denen er wegen seines herrischen Wesens verhasst war, in die Winzenburg ein und töteten Hermann und seine schwangere Gattin mit dem Schwert. Der eine Mörder wurde 1156 enthauptet, der andere, Hermanns Nachbar Graf Heinrich von Bodenburg, wurde bei einem Gottesurteil im Zweikampf besiegt und ging in das Kloster Neuwerk zu Halle.
Auf Grund seiner Abstammung mütterlicherseits von den Grafen von Northeim bemächtigte sich danach Heinrich der Löwe der Homburg und bekam die Reinhäuser Besitzungen auf dem Hoftag zu Würzburg am 13. Oktober 1152 vom Kaiser zugesprochen, denn die Geschwisterschaft des Vaters von Heinrichs Urgroßmutter mütterlicherseits mit dem Urgroßvater Hermann II. von Winzenburg begründete Erbansprüche. Gesetzlich hörten diese erst auf, wenn jemand mehr als sieben Generationen von den gemeinsamen Stammeltern entfernt war.

## Ehen und Nachkommen
Hermann II. heiratete:
- 1142 Elisabeth von Österreich (* 1124; † 1143 im Kindbett, jüngere Tochter des Markgrafen Leopold III. des Frommen aus dem Hause Babenberg und der Agnes von Waiblingen, Tochter von Kaiser Heinrich IV., Halbschwester König Konrads)
- 1148 Liutgard von Stade († 1152, Tochter des Grafen Rudolf I. von Stade, Markgraf der Nordmark, Witwe König Erichs III. von Dänemark und geschieden vorher von Graf Friedrich II. von Sommerschenburg, Pfalzgraf von Sachsen)

Die Erbansprüche seines mutmaßlichen Sohnes Otto und der beiden Töchter sind unbekannt.
Mit seiner zweiten Frau hatte er
- Tochter (1149–vor 1204) ⚭ 1.) 1170 Heinrich I. Graf von Schwarzburg (–26. Juli 1184); ⚭ 2.) Ulrich I. Graf von Wettin (–28. September 1206)
- Tochter (1150–  ) ⚭ Magnus Boris von Dänemark, Großneffe König Erichs (Haus Estridsson)
- Hedwig Pröpstin von Gandersheim (1151– )

## Sagen
- Ludwig Bechstein: Hütchen[1] (Sage zur Besitzübertragung der Grafschaft Winzenburg nach Ermordung des letzten Winzenburger Grafen und seiner Frau)